# Bisdom Nashville
Het bisdom Nashville (Latijn: Dioecesis Nashvillensis) is een rooms-katholiek bisdom met als zetel Nashville, in de Amerikaanse staat Tennessee. Het bisdom is suffragaan aan het aartsbisdom Louisville. 

## Geschiedenis
Het bisdom werd opgericht op 28 juli 1837, uit delen van het bisdom Bardstown, en was suffragaan aan het aartsbisdom Baltimore. Op 19 juli 1850 veranderde het van kerkprovincie en werd suffragaan aan het aartsbisdom Cincinnati. Op 10 december 1937 veranderde het opnieuw van kerkprovincie en werd suffragaan aan het aartsbisdom Louisville. 
Het bisdom verloor gebied bij de oprichting van de bisdommen Memphis (1970) en Knoxville (1988).

## Parochies
Het bisdom had in 2021 een oppervlakte van 42.222 km2 en telde 2.793.550 inwoners waarvan 3,0% rooms-katholiek was.

## Bisschoppen
- Richard Pius Miles (28 juli 1837 - 21 februari 1860)
- James Whelan (21 februari 1860 - 23 september 1863; coadjutor sinds 28 januari 1859)
- Patrick Augustine Feehan (7 juli 1865 - 10 september 1880)
- Joseph Rademacher (3 april 1883 - 14 juli 1893)
- Thomas Sebastian Byrne (10 mei 1894 - 4 september 1923)
- Alphonse John Smith (23 december 1923 - 16 december 1935)
- William Lawrence Adrian (6 februari 1936 - 4 september 1969)
- Joseph Aloysius Durick (4 september 1969 - 2 april 1975; coadjutor sinds 2 december 1963, apostolisch administrator sinds 22 januari 1966)
- James Daniel Niedergeses (8 april 1975 - 13 oktober 1992)
- Edward Urban Kmiec (13 oktober 1992 - 12 augustus 2004)
- David Raymond Choby (20 december 2005 - 3 juni 2017)
- Joseph Mark Spalding (21 november 2017 - heden)

## Galerij van afbeeldingen

Wapen van het bisdom
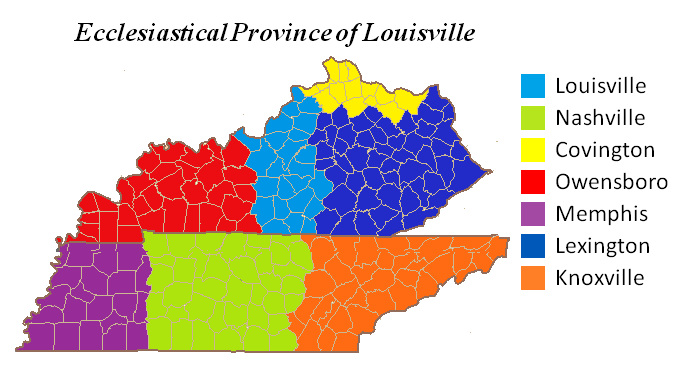
Kerkprovincie met aartsbisdom en suffragane bisdommen
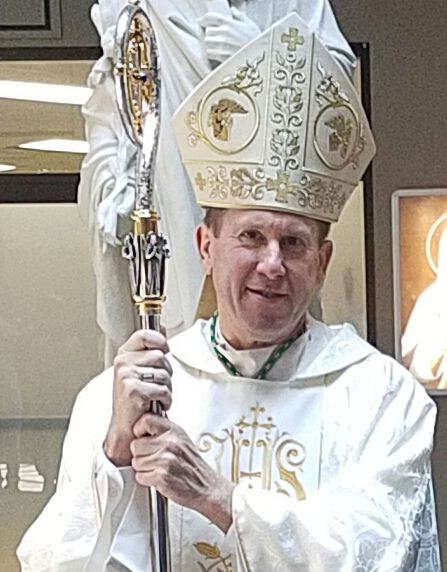
Bisschop Joseph Mark Spalding (2017-heden)

Louisville (aartsbisdom) · Covington · Knoxville · Lexington · Memphis · Nashville · Owensboro